# Гималайский тритон
Гималайский тритон (лат. Tylototriton verrucosus) — вид амфибий из рода крокодиловых тритонов (лат. Tylototriton) отряда хвостатых земноводных.

## Ареал
В отличие от других представителей рода, имеет достаточно обширный ареал, охватывающий Бутан, Непал, восточные штаты Индии, северо-восток Мьянмы, юго-восток китайской провинции Юньнань, отдельные регионы Таиланда и вьетнамскую провинцию Лайтяу.

## Галерея

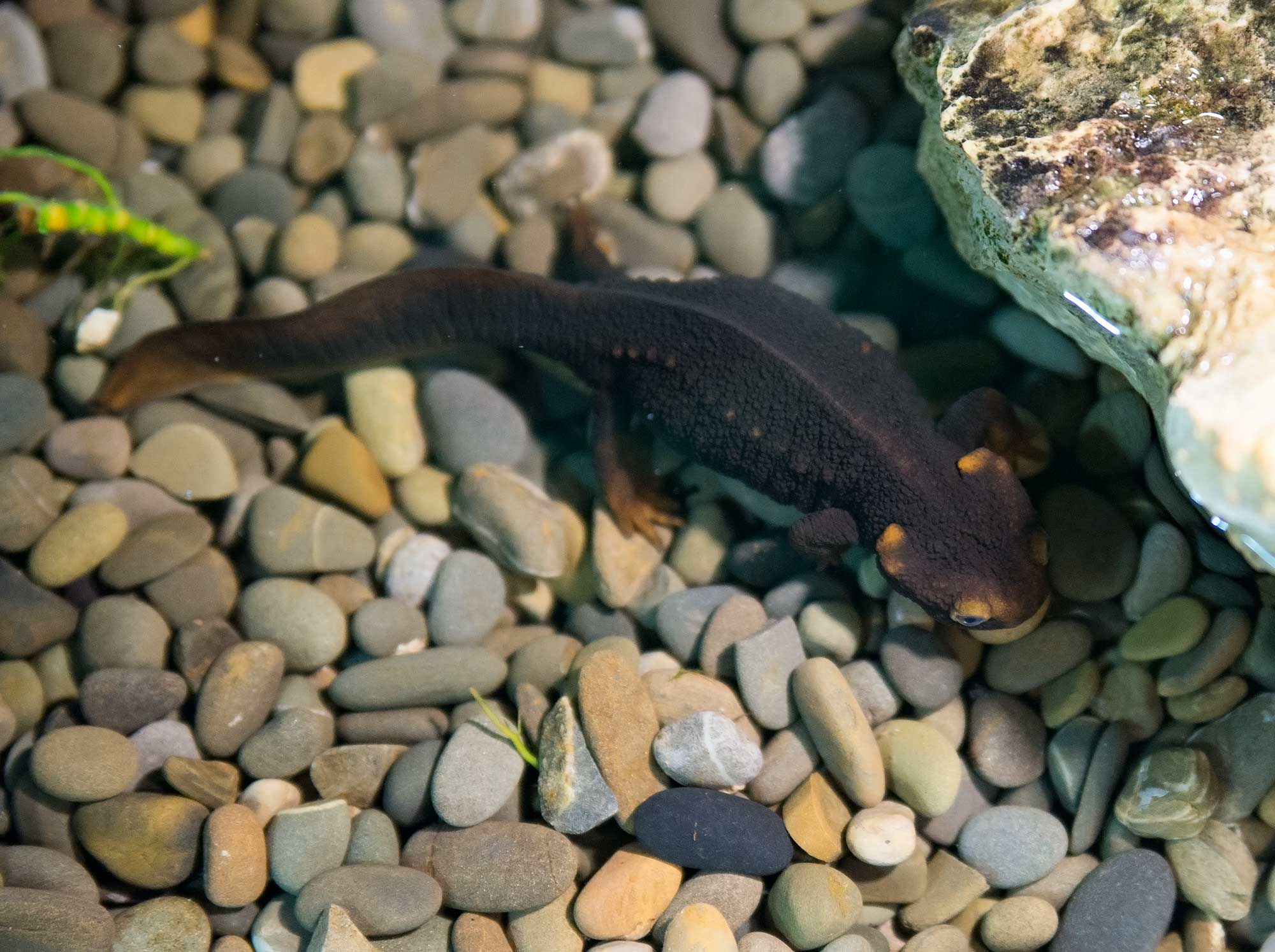
Гималайский тритон в Московском зоопарке